# Laver Cup 2024
Navigation
Édition précédente Édition suivante
La Laver Cup 2024 est la septième édition de la Laver Cup, compétition de tennis masculine qui oppose deux équipes de 6 joueurs. Elle se déroule du 20 au 22 septembre 2024, à la Uber Arena de Berlin.
Björn Borg et John McEnroe sont les capitaines pour la septième et dernière fois, respectivement pour l'Europe et pour le reste du monde.

## Faits marquants

### Avant le tournoi
Rafael Nadal déclare forfait avant le début du tournoi et est remplacé par Grigor Dimitrov.

## Participants
| Équipe Europe Capitaine : Björn Borg | Équipe Europe Capitaine : Björn Borg | Équipe Monde Capitaine : John McEnroe | Équipe Monde Capitaine : John McEnroe |
| Joueur                               | Rang ATP                             | Joueur                                | Rang ATP                              |
| ------------------------------------ | ------------------------------------ | ------------------------------------- | ------------------------------------- |
| Alexander Zverev                     | no 2                                 | Taylor Fritz                          | no 7                                  |
| Carlos Alcaraz                       | no 3                                 | Frances Tiafoe                        | no 16                                 |
| Daniil Medvedev                      | no 5                                 | Ben Shelton                           | no 17                                 |
| Casper Ruud                          | no 9                                 | Alejandro Tabilo                      | no 22                                 |
| Grigor Dimitrov                      | no 10                                | Francisco Cerúndolo                   | no 31                                 |
| Stéfanos Tsitsipás                   | no 12                                | Thanasi Kokkinakis                    | no 78                                 |
| Flavio Cobolli                       | no 32                                |                                       |                                       |
| Jan-Lennard Struff                   | no 37                                |                                       |                                       |

Classement ATP (en simple) au 16 septembre 2024.

## Résultats
| Date              | Discipline | Europe                          | Score             | Monde                        | Points |
| ----------------- | ---------- | ------------------------------- | ----------------- | ---------------------------- | ------ |
| 20 septembre 2024 | Simple     | Casper Ruud                     | 4-6, 4-6          | Francisco Cerúndolo          | 0-1    |
| 20 septembre 2024 | Simple     | Stéfanos Tsitsipás              | 6-1, 6-4          | Thanasi Kokkinakis           | 1-1    |
| 20 septembre 2024 | Simple     | Grigor Dimitrov                 | 7-64, 7-62        | Alejandro Tabilo             | 2-1    |
| 20 septembre 2024 | Double     | Carlos Alcaraz Alexander Zverev | 65-7, 4-6         | Taylor Fritz Ben Shelton     | 2-2    |
| 21 septembre 2024 | Simple     | Daniil Medvedev                 | 6-3, 4-6, [5-10]  | Frances Tiafoe               | 2-4    |
| 21 septembre 2024 | Simple     | Carlos Alcaraz                  | 6-4, 6-4          | Ben Shelton                  | 4-4    |
| 21 septembre 2024 | Simple     | Alexander Zverev                | 4-6, 5-7          | Taylor Fritz                 | 4-6    |
| 21 septembre 2024 | Double     | Casper Ruud Stéfanos Tsitsipás  | 1-6, 2-6          | Ben Shelton Alejandro Tabilo | 4-8    |
| 22 septembre 2024 | Double     | Carlos Alcaraz Casper Ruud      | 6-2, 7-66         | Ben Shelton Frances Tiafoe   | 7-8    |
| 22 septembre 2024 | Simple     | Daniil Medvedev                 | 7-66, 5-7, [7-10] | Ben Shelton                  | 7-11   |
| 22 septembre 2024 | Simple     | Alexander Zverev                | 65-7, 7-5, [10-5] | Frances Tiafoe               | 10-11  |
| 22 septembre 2024 | Simple     | Carlos Alcaraz                  | 6-2, 7-5          | Taylor Fritz                 | 13-11  |